# Ермаков, Александр Алексеевич
Александр Алексеевич Ермаков (15 февраля 1922, Малиновка 1-я, Тамбовская область — 14 апреля 2007) — помощник командира взвода 344-й отдельной разведывательной роты 270-й стрелковой дивизии, старший сержант.

## Биография
Родился 15 февраля 1922 года в селе 1-я Малиновка (ныне — Тамбовского района Тамбовской области). Работал на Тамбовском вагоноремонтном заводе, а с 1940 года — слесарем на станции Петровеньки Славяносербского района Ворошиловградской, Луганской области Украины.
В 1941 году был призван в Красную Армию. Воевал в пехоте, в составе 33-й гвардейской дивизии сражался под Сталинградом. Член ВКП/КПСС с 1943 года. К началу 1944 года старший сержант Ермаков был помощником командира взвода 344-й отдельной разведывательной роты 270-й стрелковой дивизии.
4 февраля 1944 года у населённого пункта Наволоки старший сержант Ермаков в числе первых ворвался в траншею противника, сразил 4 противников и одного пленил.
Приказом по частям 270-й стрелковой дивизии 1 апреля 1944 года старший сержант Ермаков Александр Алексеевич награждён орденом Славы 3-й степени.
23 июня 1944 года в районе деревни Мясоедово старший сержант Ермаков при отражении контратаки противника поразил 3 автоматчиков. В то же день одним из первых форсировал реку Западная Двина у населённого пункта Улла. В ходе развития успеха с бойцами уничтожил несколько вражеских солдат и офицеров, добыл ценные документы.
Приказом по войскам 6-й гвардейской армии 15 сентября 1944 года старший сержант Ермаков Александр Алексеевич награждён орденом Славы 2-й степени.
4-10 июля 1944 года в боях в районе населённых пунктов Жиляй, Грибишки, Чуйни, Даукши, Жидикай старший сержант Ермаков вывел из строя свыше 10 вражеских солдат, поразил несколько огневых точек, со взводом овладел важным в тактическим отношении рубежом и удерживал его до подхода подкрепления.
Указом Президиума Верховного Совета СССР от 24 марта 1945 года за образцовое выполнение заданий командования в боях с захватчиками старший сержант Ермаков Александр Алексеевич награждён орденом Славы 1-й степени. Стал полным кавалером ордена Славы.
День Победы разведчик Ермаков встретил в военном госпитале в городе Тамбове, где находился на лечении после очередного ранения. После выздоровления был демобилизован.
Жил в городе Тамбов. В 1960 году окончил школу рабочей молодёжи. Работал на маслозаводе заведующим складом. Вёл активную общественную жизнь, занимался патриотическим воспитанием подрастающего поколения, был участником многих встреч с детьми и молодёжью, других социально направленных мероприятий.
Скончался 14 апреля 2007 года. Он был последним полным кавалером ордена Славы, проживавшим на территории Тамбовской области. Похоронен на Воздвиженском кладбище города Тамбов.
Награждён орденами Отечественной войны 1-й степени, Красной Звезды, Славы 3-х степеней, медалями.
В мае 2009 года на фасаде дома, где жил ветеран, установлена мемориальная доска.